# ژامان‌ژول
ژامان‌ژول (انگلیسی: Zhamanzhol) یک شهرک در استان قراغندی کشور قزاقستان است.